# Operatore compatto
In analisi funzionale, un operatore compatto è un operatore lineare tra spazi di Banach tale che l'immagine di ogni sottoinsieme limitato del dominio sia un insieme relativamente compatto del codominio, cioè che la sua chiusura sia compatta.
Ogni operatore compatto è un operatore completamente continuo, ma non è vero il viceversa.
Gli operatori compatti sono necessariamente limitati, e quindi sono operatori continui. Ogni operatore limitato che ha rango finito è un operatore compatto, e quindi la classe degli operatori compatti è la naturale generalizzazione della classe degli operatori a rango finito in uno spazio infinito dimensionale. 
Se si definisce un operatore compatto da uno spazio di Hilbert in sé, esso è il limite di una successione di operatori a rango finito, e quindi la classe degli operatori compatti può essere definita in modo alternativo come la chiusura della classe degli operatori a rango finito.
Gli operatori compatti da uno spazio di Banach in sé, formano un ideale bilatero nell'algebra di tutti gli operatori limitati di uno spazio. Inoltre, gli operatori compatti su di uno spazio di Hilbert formano un ideale minimale, per cui l'algebra quoziente, nota come l'algebra di Calkin, è un'algebra semplice. Esempi di operatori compatti sono gli operatori di Hilbert-Schmidt, o più in generale operatori nella classe di Schmidt.

## Storia
L'origine della teoria degli operatori compatti si può ricercare nella teoria delle equazioni integrali. Una tipica equazione integrale di Fredholm dà origine ad un operatore {\displaystyle K}, e la proprietà di compattezza è mostrata per equicontinuità. Il metodo delle approssimazioni per operatori a rango finito è basilare nella soluzione numerica di tali equazioni. L'idea astratta degli operatori di Fredholm deriva proprio da questa connessione. La teoria spettrale per operatori compatti è il lavoro di Frigyes Riesz, e fu pubblicata nel 1918. Essa mostra che un operatore compatto {\displaystyle K} su uno spazio di Banach ha uno spettro che è un sottoinsieme finito di {\displaystyle \mathbb {C} } che include lo 0, oppure un sottoinsieme numerabile di {\displaystyle \mathbb {C} } che ha 0 come unico punto di accumulazione. Inoltre, in entrambi i casi gli elementi non nulli dello spettro sono autovalori di {\displaystyle K} con molteplicità finita, cioè {\displaystyle K-\lambda I} ha un kernel finito dimensionale per tutti i {\displaystyle \lambda \neq 0} complessi.

## Definizione
Siano {\displaystyle X} e {\displaystyle Y} spazi di Banach e sia {\displaystyle T\colon X\to Y} un operatore limitato. L'operatore {\displaystyle T} è detto compatto se mappa insiemi limitati di {\displaystyle X} in insiemi precompatti di {\displaystyle Y}, ossia insiemi la cui chiusura è compatta.
In modo equivalente, {\displaystyle T} è compatto se vale una delle seguenti proprietà:
- Per ogni successione limitata {\displaystyle \{x_{n}\}_{n\in \mathbb {N} }\subset X} la successione {\displaystyle \{Tx_{n}\}} possiede una sottosuccessione convergente in {\displaystyle Y}.
- Detta {\displaystyle B_{X}} la palla unitaria in {\displaystyle X}, {\displaystyle T(B_{X})} è relativamente compatto in {\displaystyle Y}.
- L'immagine di ogni sottoinsieme limitato sotto {\displaystyle T} è uno spazio totalmente limitato in {\displaystyle Y}.
- Esiste un intorno {\displaystyle U\subset X} di 0 ed esiste un insieme compatto {\displaystyle V\subset Y} tale che {\displaystyle T(U)\subset V}.
- Per ogni successione limitata {\displaystyle (x_{n})_{n\in \mathbb {N} }} in {\displaystyle X}, la successione {\displaystyle (Tx_{n})_{n\in \mathbb {N} }} contiene una sottosuccessione di Cauchy.
- Detto {\displaystyle L(X,Y)} lo spazio degli operatori lineari e continui da {\displaystyle X} a {\displaystyle Y}, {\displaystyle T\in L(X,Y)} mappa successioni debolmente convergenti in successioni fortemente convergenti.

## Forma canonica per operatori compatti
Sia {\displaystyle T:{\mathcal {H}}\to {\mathcal {H}}} un operatore compatto su uno spazio di Hilbert {\displaystyle {\mathcal {H}}}. Allora esistono due insiemi di vettori ortonormali non necessariamente completi {\displaystyle \{\phi _{n}\}} e {\displaystyle \{\psi _{n}\}}, ed esiste un insieme di numeri positivi {\displaystyle \{\lambda _{n}\}} che si annullano per {\displaystyle n\to N}, tali che:
{\displaystyle T=\sum _{n=1}^{N}\lambda _{n}\langle \phi _{n},\cdot \rangle \psi _{n}\qquad 1\leq N\leq \infty }
Una tale scrittura è detta forma canonica per operatori compatti, ed i numeri {\displaystyle \{\lambda _{n}\}} sono i valori singolari di {\displaystyle T}. La sommatoria così definita può essere finita o infinita, e converge in norma. I valori singolari si possono accumulare solamente sullo zero, e sono gli autovalori di {\displaystyle |T|}.

## Proprietà
Gli operatori compatti godono delle seguenti proprietà:
- Sia {\displaystyle \{T_{n}\}\ } una successione di operatori compatti convergente a {\displaystyle T}, allora {\displaystyle T} è compatto.
- Un operatore {\displaystyle T} è compatto se e solo se lo è anche il suo aggiunto.
- Sia {\displaystyle S:X\to Y} un operatore limitato e sia {\displaystyle Y} uno spazio di Banach. Se {\displaystyle T} oppure {\displaystyle S} è compatto, lo è anche l'operatore {\displaystyle ST}.
- Sia {\displaystyle {\mathcal {H}}} uno spazio di Hilbert separabile. Ogni operatore compatto su {\displaystyle {\mathcal {H}}} è il limite in norma di una successione di operatori con rango finito.

### Teorema analitico di Fredholm
Uno dei principali risultati in analisi funzionale che riguarda gli operatori compatti è il teorema analitico di Fredholm, ed in particolare il suo corollario detto alternativa di Fredholm.
Sia {\displaystyle D} un sottoinsieme aperto e connesso di {\displaystyle \mathbb {C} }, sia {\displaystyle f} una funzione analitica definita su {\displaystyle D} a valori nello spazio degli operatori limitati su uno spazio di Hilbert e sia {\displaystyle f} compatta per ogni {\displaystyle z\in D}. Il teorema analitico di Fredholm afferma che o {\displaystyle (I-f(z))^{-1}} non esiste per alcun {\displaystyle z\in D}, oppure {\displaystyle (I-f(z))^{-1}} esiste per ogni {\displaystyle z} in D\S, dove {\displaystyle S} è un sottoinsieme discreto contenuto in {\displaystyle D}, ovvero tale che non ha punti limite in tale insieme. In tal caso l'operatore {\displaystyle (I-f(z))^{-1}} è mereomorfo di {\displaystyle D} e analitico in D\S. Inoltre, i residui ai poli sono operatori dal rango finito, e se {\displaystyle z\in S} allora {\displaystyle f(z)\psi =\psi } ha una soluzione non nulla nello spazio di Hilbert.
L'alternativa di Fredholm è un corollario del teorema analitico di Fredholm che afferma che se {\displaystyle A} è un operatore compatto su uno spazio di Hilbert allora o {\displaystyle (I-f(z))^{-1}} esiste oppure {\displaystyle A\psi =\psi } ha una soluzione.

### Teorema di Hilbert-Schmidt
Sia {\displaystyle A} un operatore compatto e autoaggiunto definito su uno spazio di Hilbert {\displaystyle H}. Allora esiste una base ortonormale completa {\displaystyle \{\phi _{n}\}} di {\displaystyle H} tale che:
{\displaystyle A\phi _{n}=\lambda _{n}\phi _{n}\ }
ed inoltre:
{\displaystyle \lim _{n\to +\infty }\lambda _{n}=0}

### Teorema di Riesz-Schauder
Sia {\displaystyle A} un operatore compatto definito su uno spazio di Hilbert {\displaystyle H}. Allora lo spettro {\displaystyle \sigma (A)} è un insieme discreto privo di punti limite, ad eccezione eventualmente di {\displaystyle \lambda =0}. Inoltre, ogni {\displaystyle \lambda \in \sigma (A)} è un autovalore non nullo che ha molteplicità finita.

## Esempi
Per una funzione fissata {\displaystyle g\in C[0,1]}, si può definire un operatore lineare {\displaystyle T} con:
{\displaystyle (Tf)(x)=\int _{0}^{x}f(t)g(t)dt}
Questo operatore è compatto, come mostra il teorema di Ascoli-Arzelà.